# Willy E. J. Schneidrzik
Willy Erich Josef Schneidrzik (Pseudonyme: Thomas Bruckner, Dr. med. Fabian, Gerd Hafner, Peter Sartorik, Peter Sebastian; * 10. September 1915 in Berlin; † 9. Januar 2007 in Köln) war ein deutscher Thoraxchirurg und Schriftsteller.

## Leben
Willy E. J. Schneidrzik war der Sohn eines Kaufmanns. Er besuchte das Falk-Realgymnasium in Berlin-Tiergarten, an dem er 1936 die Reifeprüfung ablegte. Anschließend studierte er an der Berliner Friedrich-Wilhelms-Universität Medizin. 1941 wurde er zum Dr. med. promoviert. Nach der Teilnahme am Zweiten Weltkrieg und der Entlassung aus amerikanischer Kriegsgefangenschaft wirkte Schneidrzik ab 1945 als Assistenzarzt bei Erich von Redwitz im Universitätsklinikum Bonn. Während eines einjährigen Studienaufenthalts in Großbritannien (Liverpool, Bristol, London) spezialisierte er sich 1948 auf das Gebiet der Thoraxchirurgie, auf dem er auch nach seiner Rückkehr nach Bonn vorwiegend tätig war. Von 1953 bis 1957 war er Oberarzt in der Chirurgie vom Universitätsklinikum Köln und von 1957 bis 1959 Leiter der Abteilung für Plastische Chirurgie an der Universitätshautklinik Köln.
Nachdem er bereits in den ersten Nachkriegsjahren gelegentlich feuilletonistische Beiträge für die Düsseldorfer Zeitung Der Mittag verfasst hatte, schrieb Schneidrzik in den 1950ern zahlreiche medizinische Beiträge für die Illustrierten Revue und Bunte. Daneben entstanden erste Romane aus dem Krankenhausmilieu. Als die kritischen Romane Kaserne Krankenhaus (1956) und Der Chefarzt (1959) erschienen und das Pseudonym enttarnt wurde, verlor Schneidrzik Stellung und Beamtenstatus. Daraufhin eröffnete er 1959 in Köln eine chirurgische Arztpraxis, die er bis 1972 führte.
Zwischen 1964 und 1982 lieferte er unter dem Pseudonym „Gerd Hafner“ pro Monat einen Roman für die Arztromanserie „Dr. Thomas Bruckner“ des Bastei-Verlages. Die Gesamtauflage dieser der Trivialliteratur zuzurechnenden 239 Werke betrug Ende der 1980er Jahre bereits mehr als 10 Millionen Exemplare. In den darauffolgenden Jahren schrieb Schneidrzik eine Reihe medizinischer Sachbücher für Laien sowie bis 2000 eine wöchentliche medizinische Ratgeberkolumne in der Programmzeitschrift Prisma.
Willy E. J. Schneidrzik war Mitglied der Deutschen Gesellschaft für Chirurgie und der International Society of Surgery.

## Ehrungen
- Walter Trummert-Medaille der Vereinigung der Deutschen Medizinischen Fach- und Standespresse[1]
- Preis Medizin im Wort des Bundesverbandes der Arzneimittelhersteller (1985)
- Bundesverdienstkreuz am Bande (1987)
- Johann-Weyer-Medaille der Ärztekammer Nordrhein (1995)
- Medienpreis des Berufsverbandes der Augenärzte Deutschlands

## Medizinische Werke und Gesundheitsratgeber
- Nierenfunktion nach Prostatektomie und Elektroresektion. Berlin 1941
- Lungen- und Oesophagus-Resektionen. Jena 1950
- Taschenbuch der praktischen Thoraxchirurgie. Stuttgart 1954 (Geleitwort von Erich v. Redwitz)
- Kosmetische Chirurgie. Düsseldorf [u. a.] 1970
- Hoffnung für Millionen. Bergisch Gladbach 1973
- Macht euch die Krankheit untertan. München 1983
- Die richtige Arznei. Bergisch Gladbach 1985
- Nervosität muß nicht sein!. Genf 1985
- Rettender Schmerz. Genf 1985
- Allergien – kein Grund zum Verzweifeln!. Genf 1986
- Gesundheit in „Prisma“. 2 Bände, Düsseldorf 1986 und 1987
- Gutes Aussehen, eine Chance mehr. Genf 1986
- Rheuma lindern und loswerden!. Genf 1986
- Die Welt der Medikamente. Stuttgart [u. a.] 1987
- Gesundheitsratgeber für Senioren. Stuttgart [u. a.] 1990
- Rundherum gesund. Bergisch Gladbach 1994